# Poločas rozpadu (album)
Poločas rozpadu je název alba Petra Skoumala, které v Československu vydala v roce 1990 firma Bonton. V
roce 2013 ho v reedici vydala firma Supraphon.

## Seznam písní
1. Chci dál 4:54
2. Pavilon 88 5:23
3. Jeden můj známej 4:23
4. Neopouštěj nás (Svatý Václave) 6:05
5. Starej pán 3:34
6. Líně se převaluje čas 4:23
7. Chtěl bych 3:40
8. Pokušení na táboře 3:35
9. Poločas rozpadu 5:58